# Hòa Bình (stad)
Hòa Bình är en stad i norra Vietnam och är huvudstad i provinsen Hòa Bình. Folkmängden i centralorten uppgick till cirka 74 000 invånare vid folkräkningen 2019. Den är belägen 74 kilometer sydväst om Hanoi och i områdena runt omkring bor många bergsfolk som säljer traditionella kläder och pilbågar på marknaden. Svarta floden flyter förbi i närheten och den stora dammen som förser stora delar av Vietnam med elektricitet har bildat en stor reservoar.